# Liste der Mitglieder des Landtages (Freistaat Mecklenburg-Schwerin) (5. Wahlperiode)
Diese Liste gibt einen Überblick über alle Mitglieder des Landtages des Freistaates Mecklenburg-Schwerin in der 5. Wahlperiode (1927 bis 1929).

## A
- Julius Asch, SPD

## B
- Rudolf Behrens, GVW
- Heinrich Boehner, DVFB
- Karl Brehmer, SPD
- Alfred Buhler, KPD
- Carl Bull, WP
- Paul Burchard, DNVP

## F
- Hans Fuchs, SPD

## G
- Wilhelm Gehrcke, GVW
- Konrad Geu, SPD
- Paul Gieseke, DVP
- Bernhard Girke, SPD
- Karl von Graevenitz, DNVP
- Karl Groth, SPD

## H
- Franz Haase, WP
- Frieda Haller, SPD
- Paul Harder, SPD
- Heinrich Heydemann, DNVP
- Wilhelm Höcker, SPD

## I
- Ludwig Iven, DNVP

## K
- Franz Kerneck, SPD
- Margarete Ketelhohn, SPD
- Heinrich Klasen, SPD
- Hans Kratzenberg, DVP
- Adolf Krefft, DNVP
- August Krüger, SPD
- Albert Kruse, SPD

## L
- Wilhelm Laubach, WP
- Ludolf Lübstorf, WP

## M
- Paul Maertens, DVFB

- Richard Moeller, DDP
- Carl Moltmann, SPD
- Karl Moritz, SPD

## N
- August Neubeck, DNVP
- Werner Nieschmidt, DNVP

## O
- Dietrich von Oertzen, DNVP

## S
- Heinrich Schade, DVFB
- Rudolf Schildmann, DVP (bis 1928)
- Karl Schneeberg, SPD
- Wilhelm Schönbohm, WP
- Paul Schröder, SPD
- Wilhelm Schröder, SPD
- Willi Schröder, KPD
- Albert Schulz, SPD
- Paul Schwanke, SPD
- Paul Schwencke, DDP

## T
- Adolf Thede, DNVP

## V
- Ludwig Voß, DVP

## W
- Paul Walter, DVP
- Johannes Warnke, KPD
- Friedrich Wehmer, SPD
- Carl-Heinrich Wendelborn, WP
- Heinrich Westendorf, DNVP
- Robert Wohlers, SPD
- Friedrich Franz Wolff, DNVP